# Drets del col·lectiu LGBT a Tunísia

Aquest és un article sobre els drets LGBT a Tunísia. Les persones lesbianes, gais, bisexuals i transsexuals a Tunísia han d'afrontar reptes legals que no experimenten els residents no LGBT. Tant l'activitat homosexual masculina com la femenina són il·legals, i només hi ha un grup oficial de drets LGBT organitzat, l'Associació Shams.

## Història

### Govern de Zine El Abidine Ben Ali
El 2008, el govern de Tunísia va ser un dels copatrocinadors de l'oposició a la resolució de l'Assemblea General de 2008 i declaració que exigia la despenalització de les relacions homosexuals arreu del món.
Durant el govern de Zine El Abidine Ben Ali el règim va filtrar les pàgines d'informació i cites gai i lesbiana.

### Període post primavera àrab
El març de 2011, es va llançar la primera revista online de Tunísia per a la comunitat LGBT del país, Gayday Magazine. En 2014 es va formar l'Associació Shams com a primer grup de defensa dels drets LGBT a Tunísia. El 18 de maig de 2015, Shams va rebre el reconeixement oficial del govern com a organització. El 10 de desembre de 2015, que és el Dia dels Drets Humans, el grup Shams es va unir a grups d'activistes locals per protestar contra la discriminació de la comunitat LGBT de Tunísia.

## Legalitat de l'activitat sexual homosexual
L'article 230 del Codi Penal de 1913 (modificat en gran manera el 1964) decreta presó de fins a tres anys per a actes privats de sodomia consentida entre adults.
El transvestisme no és expressament il·legal, tot i que les persones transsexuals, juntament amb els homosexuals, sovint són acusats de violar l'article 226 del codi penal nacional que prohibeix "ofenses contra la decència pública".
Diverses organitzacions civils, com l'Associació Tunisiana de Dones Democràtiques, han estat impulsant la derogació de l'article 230.
El juny de 2012, el ministre de drets humans, Samir Dilou, va rebutjar la recomanació del Comitè de Drets Humans de les Nacions Unides per a Tunísia per descriminalitzar els actes sexuals homosexuals, afirmant que el concepte "orientació sexual és específic d'Occident" i que és anul·lat per la llei tunisiana, que "descriu clarament Tunísia com a país musulmà àrab". En resposta, Amanullah De Sondy, professor adjunt d'Estudis Islàmics de la Universitat de Miami, va dir: "Sembla que el ministre afirma que l'article 230 tracta de defensar l'islam, tot i que és una llei colonial francesa es va imposar a Tunísia el 1913 i no té res a veure amb l'islam o amb les tradicions àrabs tunisianes."
El 2014, es va llançar una campanya a facebook per derogar les lleis penals utilitzades contra les persones LGTB de Tunísia. Un representant d'aquesta campanya va expressar el seu interès per crear un grup registrat a Tunísia per fer campanya per a aquestes reformes legals. Diverses ONG a Tunísia, inclosa l'Associació Tunisiana de Dones Democràtiques, han demanat al Govern que derogue la llei penal contra l'homosexualitat.
El 7 de desembre de 2016, dos homes tunisians van ser arrestats sota sospita d'activitat homosexual a Sussa, "testats analment" i forçats a signar confessions d'haver comès "sodomia". L'11 de març de 2017, mentre es trobaven en llibertat sota fiança, se'ls va imposar sentències de vuit mesos de presó.

### Tests anals forçats
El govern tunisià ha utilitzat en el passat proves anals forçades per determinar si els individus havien comès sodomia. La pràctica va ser criticada pels grups de drets humans i metges. Si l'individu acusat d'homosexualitat es negava a "analitzar-se ", les autoritats veurien aquesta negativa com a prova de culpabilitat. El juny de 2017, un jove adolescent de 16 anys va ser sentenciat a 4 mesos de presó per homosexualitat després d'haver-se negat a ser "analitzat".
Al setembre de 2017, el ministre Mehdi Ben Ghardia va acordar aturar les proves anals forçades com a prova de l'homosexualitat. Ben Gharbia va dir a Agence France-Presse que les autoritats encara podien fer proves anals als homes sospitosos de ser gai, però "aquests exàmens ja no poden ser imposats per la força, físicament o moral, o sense el consentiment de la persona interessada". Addicionalment, va dir que Tunísia "s'havia compromès a protegir la minoria sexual de qualsevol forma d'estigmatització, discriminació i violència", i va afegir que "la societat civil ha d'estar preparada per primera vegada" per tal canvi en un país musulmà.

## Reconeixement de les relacions homosexuals

Bandera LGBT amb el mapa de Tunísia

El matrimoni es defineix com una unió entre un home i una dona a Tunísia. Tant el matrimoni homosexual com la més limitada unió civil, no estan legalment reconegudes.

## Condicions de vida
Una campanya de facebook sobre els drets LGBT a Tunísia també té alguns milers "m'agrada".
Durant una entrevista televisiva al febrer de 2012, el ministre de Drets Humans Samir Dilou va declarar que "la llibertat d'expressió té els seus límits", que l'homosexualitat és "una perversió" i que els homosexuals havien de ser "tractats mèdicament". Els seus comentaris van rebre algunes condemnes a la societat tunisiana i es van publicar missatges pro-LGBT en webs i xarxes socials.
Al maig de 2016, diverses associacions LGBTI van organitzar una recepció petita i discreta d'orgull gai a Tunis. Les associacions també van organitzar esdeveniments i manifestacions públiques per marcar el Dia Internacional Contra l'Homofòbia, la Transfòbia i la Bifòbia al maig.

### Mitjans
El març de 2011, es va llançar la primera revista online de Tunísia per a la comunitat LGBT del país, Gayday Magazine. Narrant històries i entrevistes relacionades amb la comunitat del país, les publicacions tractaven de títols anglesos i francesos. El 2012, Gayday va ser piratejada, hackers homofòbics van assumir els comptes de correu electrònic, twitter i facebook de la publicació. These attacks took place at the height of an international campaign of which Gayday Magazine is a part, to raise awareness about the massacre of emo and gay people in Iraq.
El ministre de Drets Humans, Samir Dilou, amb l'encoratjament del famós presentador de televisió, Samir Wafi, ha demanat que es negui el dret a la llibertat d'expressió i ha afirmat que ser LGBT és una malaltia i no un dret humà. Se li va preguntar sobre la revista Gayday en un programa de conferències, i el ministre de Drets Humans de Tunísia, que és membre del Partit Islàmic Ennahdha, va dir que fins i tot la llibertat d'expressió té límits. "Per descomptat, aquestes persones també són ciutadans, però hi ha una línia vermella i aquesta línia és la nostra moral, la nostra història i la nostra cultura", va dir, afegint per consternació del presentador, que aquells malalts havien de ser tractats. "Això és un tipus d'insult políticament correcte", va dir Houssem, amb un somriure furiós. Després de tot, explica, el ministre no es referia explícitament als homosexuals com a malalts.
Fadi Krouj és el redactor en cap i creador de Gayday Magazine, una revista electrònica que ha abordat temes LGBT centrats en la regió del Magrib. Comentant sobre el Dia Internacional Contra l'Homofòbia, la Transfòbia i la Bifòbia de 2012, Fadi va dir: "La comunitat LGBT tunisiana ha començat a mobilitzar-se discretament formant la seva base de suport. Les reaccions a això provenen principalment de l'activisme online amb afirmacions radicals i homofòbiques de l'actual Ministre de Drets Humans, Samir Dilou, que va descriure l'homosexualitat com una malaltia mental que requereix tractaments i aïllaments, i que va descriure els valors i les tradicions socials com a línies vermelles que no es poden creuar."
En 2017 el web encara funcionava.

### Drets humans
L'informe de drets humans del Departament d'Estat dels Estats Units de 2011 va trobar que:
| « | L'activitat sexual consensuada entre persones del mateix sexe es va mantenir il·legal [en 2011] sota el codi penal, que la tipifica amb penes de fins a tres anys de presó. Hi va haver evidències anecdòtiques de que les persones lesbianes, gais, bisexuals i transsexuals (LGBT) s'enfrontaven a la discriminació, incloent-hi les al·legacions que alguns policies van assetjar-los obertament i que els van acusar de ser la font del VIH/SIDA. No es van conèixer informes de persones arrestades per l'activitat homosexual consensuada; tanmateix, un activista local LGBT va reportar un augment sostingut durant l'any en assetjaments i assalts per persones anònimes percebudes com a LGBT, incloent múltiples incidents en què individus van seguir-los a casa seva i van atacar les víctimes qualificades de salafistes. Els activistes dels drets humans també van al·legar que les forces governamentals continuaven assaltant persones percebudes com LGBT. | » |

### Prostitució masculina
La prostitució masculina és habitual als establiments turístics de Tunísia. El 2013 Ronny De Smet, un turista belga, va ser sentenciat a tres anys de presó per intentar la seducció homosexual en el que ell creia que era una operació encoberta per part de la policia local per extorsionar-li diners. De Smet fou alliberat tres mesos més tard.

## Opinió pública
L'opinió pública sobre el dret LGTB és complexa. Segons una enquesta de 2014 de l'International Lesbian, Gay, Bisexual, Trans and Intersex Association, el 18% dels tunisians es van mostrar a favor de la legalització del matrimoni entre persones del mateix sexe, amb un 62% d'oposades.

## Taula resum
| Activitat sexual legal amb el mateix sexe                     | (pena: fins a 3 anys de presó) |
| Mateixa edat de consentiment                                  |                                |
| Lleis antidiscriminació a la feina                            | No                             |
| Lleis antidiscriminació en la prestació de béns i serveis     | No                             |
| Matrimoni del mateix sexe                                     | No                             |
| Lleis antidiscriminació en el discurs de l'odi i la violència | No                             |
| Reconeixement de les parelles del mateix sexe                 | No                             |
| Adopció de fillastres per parelles del mateix sexe            | No                             |
| Adopció conjunta per parelles del mateix sexe                 | No                             |
| Prestació de servei militar per gais i lesbianes              |                                |
| Dret legal a canviar de gènere                                | No                             |
| Accés a la fecundació in vitro per lesbianes                  |                                |
| Subrogació comercial per a parelles d'homes homosexuals       | No                             |
| Permís per donar sang als MSMs                                |                                |